# Économie du livre
L' économie du livre est la branche de l'économie de la culture qui s'intéresse aux conditions économiques de rédaction, d'édition, de la distribution et de la commercialisation des livres et des périodiques.
Le problème spécifique de l'économie du livre est la tension entre le rôle central des livres comme vecteurs et expression d'une culture et leur nature de produits industriels fabriqués par des sociétés commerciales. De ce fait, l'accent est mis sur l'étude des relations économiques et contractuelles entre les auteurs, les maisons d'éditions et les libraires, ainsi que sur les modes de l'intervention publique, qu'il s'agisse de la mise en place d'infrastructures (bibliothèques publiques) ou d'actions législative (prix unique du livre).

## Éléments descriptifs

### Lecture et édition
Du point de vue de l'économie, l'édition et la lecture constituent respectivement l'offre et la demande sur le marché des livres. Internationalement, les situations à cet égard sont très contrastées.
| Pays        | Ont lu un livre l'année passée (hors travail ou études), % | Nombre de titres publiés pour 100 000 hab. | Nombre d'exemplaires vendus par hab. | Revenus des éditeurs par hab. | Contribution de l'édition au PIB, en % | Volumes prêtés par les bibliothèques publiques, par hab. |
| ----------- | ---------------------------------------------------------- | ------------------------------------------ | ------------------------------------ | ----------------------------- | -------------------------------------- | -------------------------------------------------------- |
| Australie   | —                                                          | 37                                         | 6,3                                  | 35                            | —                                      | —                                                        |
| Autriche    | 43                                                         | 100                                        | —                                    | 80                            | 0,06                                   | 2,0                                                      |
| Belgique    | 23                                                         | 96                                         | —                                    | —                             | —                                      | 6,7                                                      |
| Canada      | —                                                          | 74                                         | —                                    | —                             | —                                      | —                                                        |
| Danemark    | 55                                                         | 275                                        | 5,3                                  | 90                            | 0,14                                   | 13,7                                                     |
| Finlande    | —                                                          | 225                                        | 5,4                                  | 115                           | 0,08                                   | 19,2                                                     |
| France      | 40                                                         | 66                                         | 6,9                                  | 45                            | 0,08                                   | 1,5                                                      |
| Allemagne   | 40                                                         | 98                                         | —                                    | 75                            | 0,10                                   | 4,0                                                      |
| Grèce       | 36                                                         | 39                                         | —                                    | 20                            | —                                      | 0,2                                                      |
| Irlande     | 40                                                         | 221                                        | —                                    | 60                            | —                                      | 3,3                                                      |
| Italie      | 56                                                         | 56                                         | 4,8                                  | 40                            | 0,12                                   | 4,5                                                      |
| Japon       | —                                                          | 52                                         | 6,1                                  | 60                            | —                                      | 3,9                                                      |
| Pays-Bas    | 53                                                         | 110                                        | —                                    | 40                            | 0,17                                   | 10,0                                                     |
| Norvège     | —                                                          | 112                                        | —                                    | —                             | —                                      | 5,0                                                      |
| Portugal    | 15                                                         | 82                                         | 2,6                                  | 60                            | 0,10                                   | 0,3                                                      |
| Espagne     | 39                                                         | 148                                        | 4,7                                  | 40                            | 0,14                                   | 0,6                                                      |
| Suède       | 72                                                         | 141                                        | 3,6                                  | 50                            | 0,09                                   | 8,0                                                      |
| Suisse      | —                                                          | 253                                        | —                                    | —                             | —                                      | 0,8                                                      |
| Royaume-uni | 63                                                         | 188                                        | 4,7                                  | 50                            | 0,18                                   | 7.8                                                      |
| États-Unis  | —                                                          | 24                                         | —                                    | 60                            | —                                      | —                                                        |

Parallèlement, le temps consacré à la lecture constitue un autre indicateur important, dans la mesure où cette activité est en concurrence avec les autres formes de loisirs (musique, cinéma, informatique). Ainsi, dans la plupart des pays de l'OCDE, entre 10 et 20 % des adultes lisent quotidiennement pour leur plaisir, avec des différences marquées entre hommes et femmes.

#### Dynamique et composition de l'offre
En termes d'offre, l'économie du livre raisonne sur deux unités différentes, d'une part le « titre » (caractérisé par un texte et une édition) et d'autre part l'« exemplaire », le livre lui-même. En termes de titres, la production a augmenté dans pratiquement tous les pays de l'OCDE depuis 1975. Cette évolution est liée à l'augmentation des revenus et à celle du niveau d'éducation de la population.

### Marché du livre
En 2000, le marché européen du livre représentait 27 milliards d'euros de ventes. Le marché de l'édition ayant une structure d'oligopole à frange, une large part de ce marché est tenu par un petit nombre de grandes maisons d'édition publiant plusieurs centaines de titres, alors que la moyenne des publications des maisons varie de 20 à 40 titres, et que la majorité des maisons publie moins de 10 titres par an.
En termes de vente, la situation est beaucoup plus contrastée. Sauf aux États-Unis, la majeure partie de la vente de livres ne se fait pas directement par l'éditeur, mais par l'intermédiaire de détaillants (spécialisés, les librairies, plus généralistes ou encore les supermarchés) ou des clubs de livres. Dans certains pays, de gros détaillants occupent une place très importante (Feltrinelli réalise 25 % des ventes de détail en Italie, Waterstones et W. H. Smith respectivement 20 % et 18 % au Royaume-Uni, la Fnac 15 % en France), alors que la distribution est très peu concentrée dans d'autres (Thalia, le plus important vendeur du marché allemand, lui-même le marché le plus important d'Europe, ne totalise que 3 % des ventes de détail).

#### Édition
Comme pour les autres industries culturelles, l'édition a dans les pays de l'OCDE une structure d'oligopole à frange. Jean-Yves Mollier montre à partir d'archives notariales qu'en France, un processus de concentration de l'édition commence dès 1880. Le tableau « Concentration de l'édition en France » donne une mesure de ce phénomène sur la dernière décennie du XXe siècle.
| Classe de chiffre d'affaires | 1980    | 1980 | 1990    | 1990 | 1999    | 1999 |
| Classe de chiffre d'affaires | Maisons | CA   | Maisons | CA   | Maisons | CA   |
| ---------------------------- | ------- | ---- | ------- | ---- | ------- | ---- |
| Plus de 100                  | 03,6    | 46,7 | 06,1    | 63,2 | 08,5    | 72,6 |
| 50 à moins de 100            | 02,5    | 11,7 | 06,8    | 15,5 | 06,0    | 09,8 |
| 10 à moins de 50             | 19,1    | 29,5 | 22,1    | 15,8 | 21,7    | 13,0 |
| 1 à moins de 10              | 44,5    | 11,0 | 44,4    | 05,2 | 42,9    | 04,3 |
| Moins de 1                   | 30,5    | 01,1 | 20,6    | 00,3 | 20,9    | 00,2 |

Vers 2000, deux entreprises (Hachette Livre et Editis) représentent 50 % du chiffre d'affaires et l'édition et 75 % de la distribution. La situation est similaire dans la plupart des pays riches, avec la prédominance du groupe Berlusconi en Italie, de Pearson au Royaume-Uni ou d'Elsevier Science et Wolters Kluwer sur l'ensemble de l'édition d'ouvrages et de périodiques scientifiques.

#### Vente du livre

##### Canaux de vente
La vente de livres passe par trois canaux essentiels : les détaillants, les clubs de livres et la vente directe par les éditeurs. Le recours à ces trois canaux est très contrastée selon les pays, comme le montre la répartition des revenus des éditeurs selon le canal de distribution. Depuis maintenant quelques mois, il existe un nouveau canal, l'abonnement à des livres numériques proposé par certaines entreprises dont YouScribe, Youboox ou encore Amazon Unlimited. Ce service n'est pas à proprement un canal de vente, mais il participe aussi aux revenus des éditeurs de livres.
| Pays        | Année | Détaillants | Clubs de livres | Vente directe | Total |
| ----------- | ----- | ----------- | --------------- | ------------- | ----- |
| Australie   | 2000  | 74          | 26              | 0             | 100   |
| Danemark    | 2002  | 83          | 15              | 02            | 100   |
| Finlande    | 2000  | 59          | 16              | 25            | 100   |
| France      | 2002  | 69          | 18              | 13            | 100   |
| Italie      | 2000  | 71          | 04              | 25            | 100   |
| Suède       | 2001  | 76          | 17              | 07            | 100   |
| Royaume-Uni | 2001  | 78          | 10              | 12            | 100   |
| États-Unis  | 2001  | 41          | 09              | 50            | 100   |

Les données sur les ventes par internet sont encore partielles. Elles sont plus fréquentes au Royaume-Uni, avec 17 % des ventes, un chiffre qui semble s'être stabilisé, 4 % à 5 % en Allemagne, 1,5 % en France.
En France, où la vente directe est rare, l'attention se porte essentiellement sur la concurrence entre les détaillants, libraires, grandes surfaces spécialisées (Fnac), supermarchés, ainsi que sur le rôle des clubs de livre, qui échappent partiellement au prix unique du livre. Les débats ayant entouré la mise en place de cette mesure ont en effet opposé les libraires, réputés fournir de l'information au lecteur et proposer un assortiment diversifié de livres, et les supermarchés, qui ne proposent que des livres à vente sûre à des prix d'appel, privant les libraires des revenus générés par les bonnes ventes.

##### Question du prix
La sensibilité de la demande de livres au prix des livres fait l'objet d'une controverse parmi les économistes. Les estimations d'élasticité de la demande par rapport aux prix varient ainsi de -0,6 en Belgique flamande à -1,4 pour des indices de prix agrégés, et jusqu'à -2 à -3 pour une estimation sur les titres individuels. L'écart entre l'élasticité par rapport à l'indice et celle des titres individuels tient à la plus grande capacité du substituer un titre à un autre que de substituer un autre bien culturel à un livre. De manière plus générale, les données, le plus souvent en séries temporelles, ne permettent pas de séparer l'effet propre du prix des livres de l'effet des variations de prix des biens culturels proches (disques, informatique).
Canoy et al. affirment en outre que le prix d'achat ne constitue par la composante essentielle du coût économique d'un livre pour l'agent. En effet, le coût d'opportunité du temps consacré à la lecture est nettement plus important que le prix lui-même. Une position similaire (le prix n'est pas un déterminant essentiel de la demande de livres) est également soutenu par F. Rouet et F. Benhamou.
À partir de données éditoriales au niveau des titres, Jonathan Beck fait également remarquer que la variation des prix entre les différents titres est inférieure à ce que les caractéristiques physiques des livres (types de couverture, iconographie, nombre de pages) permettraient d'expliquer. Plus importante dans les marchés régulés par un prix unique du livre, une telle focalisation des prix agit selon lui comme un instrument segmentant le marché autour de types d'ouvrages aux prix similaires, et ce à des prix inférieurs à la propension à payer révélée par l'analyse de la demande.

#### Distribution et diffusion du livre
La diffusion et la distribution constituent des maillons clés de la chaîne du livre. Ce sont deux activités complémentaires qui permettent aux livres de rencontrer leur public potentiel. Il s'agit pour les éditeurs de placer leurs publications dans des structures d'accueil pertinentes. Les grandes maisons d'éditions disposent de représentants chargés de présenter aux libraires les publications de sa maison d'édition. Les petits éditeurs, faute de moyens, sous-traitent le plus souvent ces activités de diffusion et de distribution. Il existe aussi des clubs de livres.
La diffusion-distribution demeure, et de loin, le secteur le plus rentable de l'édition où s'effectuent les marges les plus confortables. Des effets de rationalisation peuvent être opérants et des économies d'échelle peuvent être envisagées. Aussi la tendance est-elle depuis plusieurs années à la concentration du secteur. Selon Livres-Hebdo,215 diffuseurs et distributeurs ont été recensés en 2004. Certains très spécialisés, d'autres davantage ou très fortement généraliste. Les uns étendent leurs activités à tout l'espace francophone, d'autres les concentrent sur un territoire délimité.
- En France, les deux premiers distributeurs, Hachette et Interforum (Editis) contrôlent de l'ordre de 65 % du marché et les six premiers 80 % au moins.
- Au Québec, 48 entreprises ont en charge 763 éditeurs, locaux ou étrangers. les cinq premiers distributeurs contrôlent 63 % du marché et les 10 premiers de l'ordre de 73 %.
- En Belgique wallonne et Suisse romande, la diffusion-distribution du livre est très largement dominée par des entreprises filiales des grands groupes éditoriaux français. Ainsi, en Belgique, Dilibel (groupe Hachette) et Interforum Benelux (Editis) occupent-ils de l'ordre de 50 % des parts de marché.

#### Échanges commerciaux

##### Espace francophone
Faute de données statistiques fiables, il est difficile d'apprécier avec rigueur les échanges commerciaux dans l'espace francophone. En 2003, l'exportation du livre français représentait 630,122 M€, DOM TOM compris, soit 20 % du chiffre d'affaires globale de l'édition française (club de livres compris). Les importations de livres et feuillets se montaient pour leur part à 582,881 M€.
| Zone                 | CA (milliers d'€) | %    |
| -------------------- | ----------------- | ---- |
| Francophonie du Nord | 290 447           | 51,2 |
| Francophonie du Sud  | 72 169            | 12,7 |
| Autres pays          | 204 821           | 36,1 |

### Écriture et édition

#### Réserve inépuisable d'auteurs?
Au niveau de l'écriture, deux distinctions sont à faire : premièrement, entre les essais et les œuvres de fiction et deuxièmement, entre les ouvrages de commande et les productions spontanées. Les essais traitent de domaines techniques et scientifiques ou d'événements d'actualité. Les uns comme les autres peuvent faire soit l'objet d'une commande par l'éditeur à des spécialistes compétents ou à des écrivains reconnus, ou d'un contrat avec une personne ayant accès à des informations exclusives ou présentant le résultat de ses recherches. Pour les ouvrages proposés spontanément aux éditeurs, qui sont essentiellement des ouvrages de fiction, une situation d'offre pléthorique domine. Ainsi, les grandes maisons d'édition anglophones reçoivent de 10 000 à 15 000 manuscrits par an, et en France, Gallimard en a traité 5834 en 1998. Il faut garder en mémoire que les publications scientifiques et académiques sont rarement le résultat de commandes des éditeurs.
L'ampleur des auteurs à la recherche de publication donne à l'éditeur un rôle de sélection dans une offre pratiquement inépuisable.

#### Contrats d'édition
En général, le contrat d'édition stipule un pourcentage du montant des ventes revenant à l'auteur (souvent 10 %), ainsi qu'un partage des profits nets, le plus souvent 58 % pour l'auteur et 42 % pour l'éditeur, même si la diversité des contrats est de mise. En outre, dans la majorité des cas, les contrats prévoient une avance, parfois substantielle, qualifiée d'« à-valoir », sur les revenus escomptés de la vente de l'ouvrage en préparation. Toutefois, il n'en est pas de même pour les publications scientifiques et techniques : certaines d'entre elles font bien l'objet du reversement d'un pourcentage du montant des ventes, parfois uniquement au-delà d'un certain seuil (par exemple après les 500 premiers exemplaires), mais la plupart ne reversent pas de droits à l'auteur (en particulier pour les ouvrages scientifiques, les monographies, les actes de colloques scientifiques…).
Toutefois, cette solution n'épuise pas les problèmes contractuels entre les auteurs et les éditeurs. Alors que les seconds ont intérêt à maximiser le profit tiré des exemplaires vendus (sur lesquels ils touchent une part), l'auteur a lui, intérêt à maximiser la diffusion de ses ouvrages, qui lui assure des revenus annexes et de meilleures perspectives pour ses futures publications, mais aussi, dans le cas des chercheurs, assurent la progression de leur carrière et leur position nationale et internationale dans leur domaine d'étude.

## Théorie du marché du livre
L'image donnée par les éléments empiriques est assez opaque, d'une part du fait du manque de données, et d'autre part à cause des contrastes très marqués entre pays. Toutefois, les outils de l'organisation industrielle permettent de dégager les caractéristiques saillantes de l'organisation du marché des livres.

### Produits différenciés aux perspectives incertaines
Parmi les caractéristiques des biens culturels mis en avant par Richard Caves, quatre sont particulièrement pertinentes dans le cas des livres :
- nobody knows : la demande pour un titre donné est difficilement prévisible, que ce soit par l'éditeur, le vendeur ou le lecteur ;
- time flies : la période pendant laquelle se fait l'essentiel des ventes d'un nouveau titre est très courte (rentrée littéraire, livres concernant l'actualité) ;
- infinite variety : les livres se différencient sur un spectre de caractéristiques de dimension très grande, par opposition aux biens conventionnels.

Dans une moindre mesure, ils partagent également les propriétés de A-list/B-list (les ventes se concentrent sur un petit nombre de titres, quoique moins que dans le domaine du cinéma) et de forts coûts initiaux (rédaction et édition d'un titre) au regard du coût marginal (imprimer un exemplaire). Jonathan Beck ajoute à ces caractéristiques le fait que la moitié des achats de livres sont décrits comme des achats d'impulsion, par opposition à des achats raisonnés s'appuyant sur une bonne connaissance des caractéristiques observables des titres. Enfin, les livres sont des biens durables : un agent donné achète rarement plusieurs fois le même livre.
Du fait de ces caractéristiques le marché des livres est dominé par un arbitrage du point de vue de l'éditeur entre la recherche d'efficacité (publier des titres à de très nombreux exemplaires, afin de profiter d'économies d'échelle) et celle de diversité (publier beaucoup de titres afin de compenser les pertes des titres qui ne se vendent pas par ceux qui se vendent bien). Dans ce cadre, l'organisation industrielle démontre que selon les caractéristiques du marché, cet arbitrage peut conduire soit à trop, soit à trop peu de variété. Dans le cas particulier du marché du livre, la diversité de la production peut en outre être un objectif per se, en supposant qu'une plus grande variété de la production augmente les chances d'apparitions d'œuvres exceptionnelles. La question de l'objectif de diversité souhaité constitue donc une question centrale de la politique économique du livre.

### Libraires, prescripteurs et bouche à oreille
(novembre 2008).
Si vous disposez d'ouvrages ou d'articles de référence ou si vous connaissez des sites web de qualité traitant du thème abordé ici, merci de compléter l'article en donnant les références utiles à sa vérifiabilité et en les liant à la section « Notes et références ».
Le lecteur qui veut s'acheter un livre demandera conseil à son libraire, qui pourra à l'aide de quelques questions sur ses goûts, l'aider à choisir dans la multitude de nouveautés, mais également lui proposer un livre moins récent. Dans cette démarche, l'offre répond à la demande. L'inverse est moins fréquent en librairie mais existe, notamment avec les vitrines. Il devient en revanche la règle dans les autres cas, l'offre anticipant la demande et se fixant sur un titre, quasiment toujours une nouveauté. Certaines émissions de télévision agiront comme une véritable prescription, le lecteur incité pouvant l'être autant par la charge émotionnelle véhiculée par le présentateur que par les qualités intrinsèques du livre. Il est courant de voir un lecteur entrer dans une librairie en demandant « le livre dont ils ont parlé dans telle émission hier soir », incapable de donner son titre, son auteur, ou même une information sur son contenu. Une incitation plus réfléchie est celle du bouche à oreille, qui fonctionne aussi bien sur des titres non récents que sur la nouveauté.

## Intervention publique sur le marché des livres
D'après Canoy et al., le marché des livres n'est pas suffisamment différent des marchés des biens conventionnels pour justifier une intervention publique. En effet, la concurrence existe à chaque niveau de la chaîne de production, les coûts initiaux de production restent faibles au regard des marchés du spectacle vivant (où la « maladie de Baumol » peut justifier une intervention publique) et les problèmes d'information sont en partie palliés par des systèmes de critiques, de réputation et de bouche à oreille. De plus, soulignent ces mêmes auteurs, ce marché reste dynamique tant en termes de ventes qu'en termes de diversité de produits et de rotation des entreprises tout en offrant des rendements similaires aux autres industries culturelles. De ce fait, affirment-ils, les caractéristiques essentielles du marché des livres ne suffisent pas à justifier une intervention publique systématique. Celle-ci peut toutefois être légitime dans certains, cas, comme la défense d'une langue nationale, ce d'autant plus que la barrière linguistique permet à chaque pays de mener une politique largement autonome sur ce point, sans grande incidence sur les marchés des pays voisins. Ces auteurs concluent ainsi que le canal privilégié de l'intervention publique dans ce domaine ne devrait pas porter directement sur l'édition, mais sur l'encouragement à la lecture, par le biais du système éducatif, d'un réseau de bibliothèques publiques, et éventuellement par la garantie d'un réseau dense de librairies de détail.
L'analyse de Canoy et al. ne fait pas l'unanimité. François Rouet y oppose des motifs de diversité et de différenciation des livres, affirmant que la faible durée d'exposition des nouveaux ouvrages (time flies) handicape les ouvrages à vente lente, en particulier les ouvrages plus difficiles mais littérairement meilleurs. Il affirme ainsi que les mécanismes d'information existants ne suffisent pas à révéler les titres qui passeront à la postérité, et que laissé à lui-même, le marché a une tendance à se concentrer sur un petit nombre de genres à succès, déclinés dans un grand nombre de variations, au détriment des ouvrages plus originaux ou novateurs dans leur thème ou leur forme.
Au Québec, après de longues années de tergiversations au cours desquelles les différents acteurs du milieu (auteurs, éditeurs, libraires) ont fédéré leurs forces afin de favoriser l'adoption d'une réglementation des prix d'entrée pour le marché québécois, une campagne offensive s'est mise en place à l'automne 2013, sous le nom Sauvons nos livres, un effort soutenu par la coalition Nos livres à juste prix afin de susciter le débat dans les médias. Le 2 décembre 2013, le gouvernement minoritaire au pouvoir (Parti québécois) annonce qu'il présentera un projet de loi destiné à encadrer le prix des livres neufs imprimés et numériques en limitant à 10% le rabais sur les nouveautés, et ce pendant neuf mois.

### TVAsur le livre
La TVA sur le livre est souvent plus basse que la TVA courante. En Angleterre, elle est nulle ; au Québec, la taxe provinciale est également nulle. En France, elle est fixée à 5.5 %, contre 20 % pour les biens et services de consommation courante et 2,1 % pour la presse. Depuis le 1er janvier 2013, son taux a été à nouveau fixé à 5,5 %. En Suisse, la TVA sur les livres se monte à 2,5 %, face à un taux normal de 8 %.
La TVA sur le livre numérique en France est réduite de 7% à 5,5%.

### Politiques publiques du livre

#### Dispositifs de soutien à la chaîne du livre
- Espace francophone
- Espace anglophone